# Literatura de España
La literatura de España está desarrollada en castellano, catalán, gallego y vasco, por ser las lenguas más habladas desde hace muchos siglos en el país y por poseer actualmente el estatus de idiomas oficiales del Estado español.

## En castellano
La literatura en castellano en España abarca más de mil años de historia desde su nacimiento en la Edad Media, es decir, en la “la época histórica comprendida entre los siglos V y XV. Con relación a la literatura española, la época medieval se extiende desde las primeras manifestaciones literarias - de fecha imprecisa - hasta el comienzo del reinado de los Reyes Católicos.” La literatura española inicia desde las primeras expresiones poéticas conservadas en lengua vernácula (las Jarchas y las Glosas Emilianenses), pasando por el Mester de Juglaría y de Clerecía, el Romancero Viejo, el Prerrenacimiento y Renacimiento, el Siglo de Oro y barroco, la Ilustración y el neoclasicismo, el romanticismo y realismo, la Generación del 98, la Generación del 27, el modernismo, la literatura anterior y posterior a la Guerra Civil Española, hasta llegar a la actualidad. Es una rama de la literatura románica y ha dado lugar a otras importantes ramas: la literatura hispanoamericana; la literatura ecuatoguineana, que “constituye en sí misma un cauce propio novedoso y en continua expansión. Su originalidad radica en que es la única comunidad del África subsahariana cuya lengua oficial es el español y combina dos elementos –su carácter bantú y su herencia hispánica– y dos tradiciones –la escritura europea y la rica tradición oral africana–[…]”; y la literatura filipina en castellano, si bien esta última se encuentra “extinguida desde hace décadas en el archipiélago”, a tal punto que “la literatura filipina escrita en español, [es] tan desconocida en la península como en el archipiélago en la que nació”. De cualquier modo, todas estas ramas de la literatura románica se encuentran englobadas en su conjunto en la literatura en español, la cual abarca a todos los países hispanohablantes. Algunos de los autores más famosos de la literatura en castellano cultivada en España son Jorge Manrique , Alonso de Ercilla, Mateo Alemán, Miguel de Cervantes, Lope de Vega, Francisco de Quevedo, Tirso de Molina, Luis de Góngora, Pedro Calderón de la Barca, Gustavo Adolfo Bécquer, Marcelino Menéndez Pelayo, Juan Ramón Jiménez y Federico García Lorca.

## En catalán
Algunos documentos de carácter feudal que datan del siglo XI demuestran el uso temprano de esta lengua románica desde la Edad Media, bien en su totalidad o estando mezclada con un latín deficiente, como los Greuges de Guitard Isarn, senyor de Caboet. Sin embargo, el primer testigo del idioma catalán como lengua literaria son las Homilías de Organyà de finales del siglo XI o principios del siglo XII, que consisten en fragmentos de un sermonario destinado a la predicación del Evangelio. Contrario a lo sucedido con otras lenguas peninsulares, las primeras grandes obras de la literatura en catalán se escribieron antes en prosa que en verso. Posteriormente se produjeron narraciones de las crónicas y gestas de los soberanos de los reinos ibéricos; de las cuales la primera versión fue la Gesta comitum barchinonensium, escrita en latín a finales del siglo XII, y la siguiente edición revisada de la obra, conocida como "versión intermedia", fue compuesta en lengua catalana alrededor del año 1268 o 1269 y publicada en Barcelona. Sobre otras crónicas históricas en particular, como Llibre dels feits de Jaime I, existe consenso filológico en que la primera versión de este documento literario fue escrita en lengua catalana y en su mayor parte poco antes de la muerte del rey, es decir, en una fecha anterior a 1276. Con la aparición de la figura capital de Ramon Llull (siglo XIII), quien es considerado como el padre de la prosa en lengua catalana, la literatura en catalán inicia un período de esplendor que culminaría con la publicación de Tirante el Blanco de Joanot Martorell en 1490. Ramon Llull también se distinguió por componer poesía de tipo cortesano en koiné occitana, aunque después destruiría su propia obra por considerarla banal y superficial. Después de un período de decadencia, la literatura en catalán se renovaría para transitar por las etapas del Renacimiento, el barroco, la Ilustración y el romanticismo hasta entrar a la época contemporánea con la Renaixença en el siglo XIX y el período comprendido por las primeras décadas del siglo XX, la Guerra Civil Española, el franquismo y el advenimiento de la democracia en España. Algunos de los autores más representativos de la literatura en catalán en los últimos tiempos son Josep Carner, Joan Salvat-Papasseit, Carles Riba, Josep Vicenç Foix, Salvador Espriu, Pere Quart, Josep Maria de Sagarra, Josep Pla y Mercè Rodoreda.

## En gallego
Las primeras manifestaciones de la literatura en gallego, provenientes del idioma gallegoportugués, se registran desde la Edad Media. La poesía medieval en gallego es exclusivamente lírica y está dedicada al canto y poseía con acompañamiento musical. La prosa medieval gallega, por su parte, está clasificada en tres ámbitos genéricos: hagiografía, historiografía, y prosa de ficción. En este último género de la prosa literaria destaca la Crónica troiana, versión en lengua gallega del Roman de Troie, la cual fue encargada por el conde Fernán Pérez de Andrade a partir de una traducción al castellano y fue concluida en 1373, si bien se estima, no obstante, que es probable que existiese una versión en lengua gallega anterior de la que habría salido la versión en castellano. La Crónica troiana "es la novela gallega más antigua y la única medieval que se conserva completa, y es preciso valorarla como uno de los más grandes esfuerzos literarios desarrollados en [lengua gallega], tanto por sus dimensiones como por sus resultados lingüísticos y estilísticos." Pero tras esta etapa medieval, en donde tuvo un destacado lugar la producción poética, ocurrió un extenso período de un poco más de trescientos años de sequía literaria, denominados séculos escuros (en español, «siglos oscuros») que coincidió con un casi total abandono del idioma gallego como lengua literaria. Habría que esperar la llegada del rexurdimento a principios del siglo XIX para que la literatura en gallego volviera a cultivarse con figuras relevantes como Rosalía de Castro. En cuanto al siglo XX, concretamente en la época anterior a la Guerra Civil Española, se observa el surgimiento de destacados grupos de intelectuales como la Generación Nós y las Irmandades da Fala, en donde se cuentan escritores como Vicente Risco, Ramón Cabanillas y Castelao. Los siguientes dos períodos de esta literatura románica, a grandes rasgos, coincidirían, uno con el franquismo, y el otro con el período que llega hasta nuestros días, desde el advenimiento de la democracia en España. Durante el franquismo cobra relevancia excepcional la fundación en 1950 de la Editorial Galaxia, "el verdadero artífice del proceso de reconstrucción cultural que Galicia tuvo que abordar en la posguerra.", que además de la publicación de libros, emprendería también desde 1963 la publicación de la revista cultural Grial, y es también en este contexto cuando aparecen a lo largo de los años cincuenta y sesenta un grupo de novelas que constituyen el primer intento colectivo de renovación radical técnica y temática del discurso narrativo gallego, obras que conforman lo que se ha dado en denominar «nova narrativa galega». Algunos de los autores más importantes de la literatura en gallego hoy en día son Xosé Luis Méndez Ferrín, Manuel Rivas y Suso de Toro.

## En vasco
Hasta el siglo XVI la literatura en euskera o vasco fue predominantemente oral y popular, tal y como se puede apreciar en el influjo que tuvo en sus inicios escritos. La literatura escrita, al igual que otras literaturas en lenguas minoritarias, tardó mucho más tiempo en manifestarse. La primera obra impresa exclusivamente en euskera es la antología de Bernat Dechepare, Linguae Vasconum Primitiae, publicada en 1545, que es aún hoy uno de los textos más citados en defensa o como referencia al euskera. Pero con la llegada del siglo XVII, la literatura en euskera entró en su Edad de Oro, en la que poesía y la prosa religiosa prosperaron admirablemente. Sin embargo, la literatura en euskera también registró graves obstáculos para su desarrollo, debido principalmente a su gran variedad dialectal, lo cual dificultó la creación de una lengua literaria que sirviera como modelo común, y eso sin contar la falta de empleo del euskera como lengua oficial, además del desapego de las élites, y finalmente por la prohibición del uso del euskera en la administración pública y sistema educativo a partir de finales del siglo XVIII, la cual fue mucho mayor después de la Guerra Civil Española con la instauración del franquismo, debido a las persecuciones que sufrieron las manifestaciones públicas del euskera, que solamente cesarían con el advenimiento de la democracia en España. Algunos de los autores más conocidos de la literatura en euskera son Bernat Dechepare, Pedro Agerre Azpilikueta "Axular ", Juan Antonio Moguel, Gabriel Aresti, Jon Mirande y Bernardo Atxaga.